# Loricaria piracicabae
Loricaria piracicabae är en fiskart som beskrevs av Ihering, 1907. Loricaria piracicabae ingår i släktet Loricaria och familjen Loricariidae. Inga underarter finns listade i Catalogue of Life.